# Толпанъярви
Толпанъярви (Толпан-ярви) — пресноводное озеро на территории Кестеньгского сельского поселения Лоухского района Республики Карелии.

## Общие сведения
Площадь озера — 4,2 км², площадь водосборного бассейна — 42 км². Располагается на высоте 261,9 метров над уровнем моря.
Форма озера лопастная, продолговатая: оно почти на десять километров вытянуто с северо-запада на юго-восток. Берега изрезанные, каменисто-песчаные, местами заболоченные.
С северо-восточной стороны Толпанъярви вытекает безымянный водоток, впадающий в озеро Еноярви. Еноярви протокой соединяется с озером Хауласелькя, из которого вытекает река Исойоки, сразу пересекая Российско-финляндскую границу. В итоге, проходя по территории Финляндии через ряд проток и озёр, воды Толпанъярви попадают в реку Куусинкийоки, впадающую уже снова на территории России в реку Оуланкайоки (в нижнем течении — Оланга), которая в конечном итоге впадает в Пяозеро.
В озере расположено около двух десятков небольших безымянных островов, рассредоточенных по всей площади водоёма, однако их количество может варьироваться в зависимости от уровня воды.
Населённые пункты и автодороги вблизи водоёма отсутствуют.
Код объекта в государственном водном реестре — 02020000411102000000698.